# Hydrobaenus travisi
Hydrobaenus travisi är en tvåvingeart som beskrevs av Ole Anton Saether 1989. Hydrobaenus travisi ingår i släktet Hydrobaenus och familjen fjädermyggor. Inga underarter finns listade i Catalogue of Life.